# Jonny May
Jonny May (nacido en Swindon el 1 de abril de 1990) es un jugador de rugby británico, que juega de wing  para el Soyaux Angoulême en la Rugby Pro D2. Además, era un jugador habitual de la selección de rugby de Inglaterra.

## Trayectoria deportiva
Se unió a Gloucester Rugby jugando por primera vez como titular en la pretemporada, contra Bath Rugby el 15 de agosto de 2009.  
May fue elegido Jugador joven del año de Gloucester de 2011/2012. Y su sorprendente esfuerzo en solitario contra Harlequins fue escogido como "ensayo de la temporada" en los premios de la Aviva Premiership. En diciembre de 2012, May firmó una ampliación de contrato de dos años con Gloucester hasta el final de la temporada 2014-15. El 24 de octubre de 2014, May firmó un nuevo contrato a largo plazo con Gloucester Rugby.

### Internacional
En enero de 2012 May fue llamado a jugar con los England Saxons. Debutó saliendo del banquillo contra Escocia, y fue titular por vez primera contra Irlanda a la semana siguiente. 
Fue llamado a la selección senior de Inglaterra en la gira de Sudáfrica en junio de 2012, logrando dos ensayos en la victoria 57-31 de Inglaterra sobre los Sharks. May ganó su primera cap internacional durante la gira de verano de Inglaterra de 2013 contra Argentina en el segundo test que Inglaterra ganó 51-26. El 9 de enero de 2014, May fue llamado para el Torneo de las Seis Naciones 2014 donde salió como titular en los cinco partidos. Salió de titular en el primer test contra los All Blacks en la derrota de Inglaterra 20-15, pero en los dos tests siguientes ya no.
En los internacionales de otoño, May jugó en los cuatro test matches, contra Nueva Zelanda, Sudáfrica, Samoa y Australia. Anotó de nuevo contra Nueva Zelanda, y dos veces contra Samoa.
Seleccionado por su país para la Copa Mundial de Rugby de 2015, en el partido contra Gales, que terminó con victoria galesa 25-28, May logró el único ensayo de su equipo.
Fue seleccionado por Eddie Jones para formar parte del XV de la rosa en la Copa Mundial de Rugby de 2019 en Japón donde lograron vencer en semifinales, en el que fue el mejor partido del torneo, a los All Blacks que defendían el título de campeón, por el marcador de 19-7. Sin embargo, no pudieron vencer en la final a Sudáfrica perdiendo por el marcador de 32-12.

#### Participaciones en Copas del Mundo
| Mundial                       | Sede  | Resultado  | PJ | Tries |
| ----------------------------- | ----- | ---------- | -- | ----- |
| Copa Mundial de Rugby de 2019 | Japón | Subcampeón | 6  | 1     |